# Anne Shilcock
Anne Shilcock (épouse Spann), née le 13 juin 1932 et morte en avril 2019, est une joueuse de tennis britannique des années 1950. 
Elle a notamment remporté le tournoi de Wimbledon en 1955 en double dames aux côtés d'Angela Mortimer. 

## Palmarès (partiel)

### Finale en simple dames
| No | Date       | Nom et lieu du tournoi                | Catégorie | Surface    | Vainqueure      | Score    |          |
| -- | ---------- | ------------------------------------- | --------- | ---------- | --------------- | -------- | -------- |
| 1  | 20-09-1954 | Pacific Coast Championships, Berkeley |           | Dur (ext.) | Virginia Kovacs | 9-7, 6-1 | Parcours |

### Titre en double dames
| No | Date       | Nom et lieu du tournoi      | Catégorie | Surface      | Partenaire      | Finalistes               | Score    |          |
| -- | ---------- | --------------------------- | --------- | ------------ | --------------- | ------------------------ | -------- | -------- |
| 1  | 20-06-1955 | The Championships Wimbledon | G. Chelem | Gazon (ext.) | Angela Mortimer | Shirley Bloomer Pat Ward | 7-5, 6-1 | Parcours |

### Finales en double dames
| No | Date       | Nom et lieu du tournoi                         | Catégorie | Surface      | Vainqueures                     | Partenaire     | Score    |          |
| -- | ---------- | ---------------------------------------------- | --------- | ------------ | ------------------------------- | -------------- | -------- | -------- |
| 1  | 02-08-1954 | Eastern Grass Court Championships South Orange |           | Gazon (ext.) | Louise Brough M. Osborne duPont | Helen Fletcher | 6-2, 6-2 |          |
| 2  | 20-09-1954 | Pacific Coast Championships Berkeley           |           | Dur (ext.)   | Patricia Naud Nancy Wolfenden   | Louise Snow    | 6-2, 6-3 | Parcours |

## Parcours en Grand Chelem (partiel)
Si l’expression « Grand Chelem » désigne classiquement les quatre tournois les plus importants de l’histoire du tennis, elle n'est utilisée pour la première fois qu'en 1933, et n'acquiert la plénitude de son sens que peu à peu à partir des années 1950.

### En simple dames
| Année | Championnat d'Australie | Championnat d'Australie | Internationaux de France | Internationaux de France | Wimbledon       | Wimbledon        | US National   | US National   |
| ----- | ----------------------- | ----------------------- | ------------------------ | ------------------------ | --------------- | ---------------- | ------------- | ------------- |
| 1953  | -                       | -                       | 3e tour (1/8)            | Doris Hart               | 4e tour (1/8)   | Maureen Connolly | -             | -             |
| 1954  | -                       | -                       | -                        | -                        | 3e tour (1/16)  | Joan Curry       | -             | -             |
| 1955  | -                       | -                       | -                        | -                        | 3e tour (1/16)  | Darlene Hard     | -             | -             |
| 1956  | -                       | -                       | -                        | -                        | 3e tour (1/16)  | Althea Gibson    | -             | -             |
| 1957  | -                       | -                       | -                        | -                        | 2e tour (1/32)  | Sandra Reynolds  | 3e tour (1/8) | Dorothy Knode |
| 1958  | -                       | -                       | -                        | -                        | 1er tour (1/64) | Thelma Coyne     | -             | -             |
| 1959  | -                       | -                       | -                        | -                        | 1er tour (1/64) | Joan Johnson     | -             | -             |
| 1960  | -                       | -                       | -                        | -                        | 2e tour (1/32)  | Darlene Hard     | -             | -             |

À droite du résultat, l’ultime adversaire.

### En double dames
| Année | Championnat d'Australie | Championnat d'Australie | Internationaux de France  | Internationaux de France | Wimbledon                    | Wimbledon                 | US National | US National |
| ----- | ----------------------- | ----------------------- | ------------------------- | ------------------------ | ---------------------------- | ------------------------- | ----------- | ----------- |
| 1951  | -                       | -                       | -                         | -                        | 3e tour (1/8) S. Partridge   | Jean Quertier K. Tuckey   | -           | -           |
| 1952  | -                       | -                       | -                         | -                        | 2e tour (1/16) J. Wipplinger | Mollie Welsh H. Proudfoot | -           | -           |
| 1953  | -                       | -                       | 1/4 de finale A. Mortimer | Shirley Fry Doris Hart   | 1/2 finale A. Mortimer       | M. Connolly Julia Sampson | -           | -           |
| 1954  | -                       | -                       | -                         | -                        | 1/2 finale A. Mortimer       | Shirley Fry Doris Hart    | -           | -           |
| 1955  | -                       | -                       | -                         | -                        | Victoire A. Mortimer         | S. Bloomer Pat Ward       | -           | -           |
| 1956  | -                       | -                       | -                         | -                        | 1/2 finale A. Mortimer       | Fay Muller Daphne Seeney  | -           | -           |
| 1957  | -                       | -                       | -                         | -                        | 3e tour (1/8) Pat Ward       | S. Reynolds R. Schuurman  | -           | -           |
| 1958  | -                       | -                       | -                         | -                        | 1/4 de finale Pat Ward       | Mary Bevis Thelma Coyne   | -           | -           |
| 1959  | -                       | -                       | -                         | -                        | 1/4 de finale S. Partridge   | Jeanne Arth Darlene Hard  | -           | -           |
| 1960  | -                       | -                       | -                         | -                        | 3e tour (1/8) S. Partridge   | Karen Hantze Janet Hopps  | -           | -           |

Sous le résultat, la partenaire ; à droite, l’ultime équipe adverse.

### En double mixte
| Année | Championnat d'Australie | Championnat d'Australie | Internationaux de France   | Internationaux de France | Wimbledon              | Wimbledon            | US National | US National |
| ----- | ----------------------- | ----------------------- | -------------------------- | ------------------------ | ---------------------- | -------------------- | ----------- | ----------- |
| 1953  | -                       | -                       | 1/4 de finale B. Destremau | M. Connolly Mervyn Rose  | -                      | -                    | -           | -           |
| 1960  | -                       | -                       | -                          | -                        | 4e tour (1/8) G. Paish | Janet Hopps Bob Mark | -           | -           |

Sous le résultat, le partenaire ; à droite, l’ultime équipe adverse.